# Frank Fisher
Frank Fisher   (Ontario, 1 de gener de 1901 - Toronto, 23 d'abril de 1983) va ser un jugador d'hoquei sobre gel canadenc que va competir durant la dècada de 1920.
El 1928 va prendre part en els Jocs Olímpics de Sankt Moritz, on guanyà la medalla d'or en la competició d'hoquei sobre gel.